# Daniele Ponchiroli
Daniele Ponchiroli (Viadana, 1924 – Viadana, 1979) è stato un curatore editoriale, scrittore e filologo italiano, caporedattore dell'Einaudi e saltuariamente illustratore.

## Biografia
Frequentò la Normale di Pisa, conseguendovi la laurea in filologia con il massimo dei voti e dove fu compagno di studi di Giulio Bollati, che nel 1951 lo volle come caporedattore alla Einaudi. Nella casa editrice torinese ebbe intensi rapporti sia con l'editore Giulio Einaudi che con scrittori come Italo Calvino del quale pubblicò Fiabe italiane nella collana "ammiraglia" della Einaudi, I millenni, alla cui direzione si era insediato dopo la morte di Cesare Pavese.
Nel 1965 pubblicò un romanzo per l’infanzia, Le avventure di Barzamino con lo pseudonimo di Franco Bedulli, altresì inserendovi 25 illustrazioni di sua produzione.
Poco dopo la morte di Ponchiroli, Italo Calvino gli dedicò Se una notte d’inverno un viaggiatore nel quale inserì un personaggio che a lui si ispirava, il dottor Cavedagna. Altro personaggio in cui si può riconosce Ponchiroli è il redattore editoriale Monguzzi nel  A che punto è la notte di Fruttero & Lucentini pubblicato nello stesso 1979.
Nel 2017 le edizioni della Normale di Pisa hanno pubblicato, a cura di Tommaso Munari, La parabola dello Sputnik. Diario 1956-1958, diario segreto rimasto per 60 anni inedito nonostante molti ne conoscessero l'esistenza. Precedentemente sia Rizzoli che Einaudi ne avevano rifiutato la pubblicazione.

## Opere
- Le avventure di Barzamino, Torino, Einaudi, 1965 (con lo pseudonimo di Franco Bedulli pseudonimo).
- La parabola dello Sputnik. Diario 1956-1958, a cura di Tommaso Munari, Pisa, Edizioni della Normale, 2017.

### Curatele
- Galeazzo di Tarsia, Rime, Parigi, Alberto Tallone Editore, 1951.
- Lirici del Cinquecento, Torino, UTET, 1958.
- Poesia del Quattrocento e del Cinquecento, con Carlo Muscetta, Torino, Einaudi, 1959.
- Giuseppe Garibaldi, Memorie, Torino, Einaudi, 1974.
- Marco Polo, Il libro di Marco Polo detto Milione, Torino, Einaudi, 1982.